# あさぎり町立上小学校
あさぎり町立上小学校（あさぎりちょうりつ うえしょうがっこう）は、熊本県球磨郡あさぎり町上南にある公立小学校。

## 概要
歴史
1875年（明治8年）に「永里小学校」として創立。現校名になったのは2003年（平成15年）。2025年（令和7年）に創立150年を迎えた。
校訓
「つよく、あかるく、かしこく」
学校教育目標
「自信をもって、たくましく生きる上っ子の育成」
校章・校歌
通学区域
あさぎり町のうち、「井上、下永里、永里、上永里、榎田、清水、塚脇、西別府、今井、柳別府、神殿原、平和、石坂、永山、狩所、麓、秋時、皆越」。中学校区はあさぎり町立あさぎり中学校。
かつて存在した分校
- 八ヶ峰分校（1945年（昭和20年）から1969年（昭和44年）までの24年間）
- 皆越分校（1982年（昭和57年）から2011年（平成23年）までの29年間）

## 沿革
- 1875年（明治8年）4月15日 -「永里小学校」が創立。
- 1876年（明治9年）5月10日 - 移転し「塚脇小学校[2]」に改称。
- 1884年（明治17年）
  - 6月 - 教育予校岳元分校を統合。
  - この年 - 皆越分校を設置。
- 1887年（明治20年）- 小学校令施行により、尋常科を設置の上、「尋常塚脇小学校[2]」に改称。皆越分校は「皆越小学簡易科教場」として独立。
- 1889年（明治22年）4月1日 - 町村制施行により、球磨郡「上村」が発足。
- 1892年（明治25年）- 「上村尋常小学校」に改称。
- 1894年（明治27年）- 字井上の元・宝持院跡に移転。
- 1905年（明治38年）4月1日 - 高等科（2年制）を併置の上、「上村尋常高等小学校」（尋常科4年・高等科2年）に改称。
- 1908年（明治41年）4月 - 改正小学校令により、尋常科（義務教育年限）が4年制から6年制に改められる。従来の高等科1・2年を尋常科5・6年に改めるため、高等科を廃止の上、「上村尋常小学校」（尋常科6年）に改称。
- 1915年（大正4年）4月1日- 高等科（2年制）を併置の上、「上村尋常高等小学校」（尋常科6年・高等科2年）に改称。
- 1920年（大正9年）10月 - 木造瓦葺き2階建て校舎（8教室）が完成。
- 1928年（昭和3年）12月 - 校舎を増築。運動場を拡張。
- 1933年（昭和8年）9月 - 運動場を拡張。
- 1941年（昭和16年）4月1日 - 国民学校令施行により、「球磨郡上村国民学校」に改称。尋常科を初等科に改める。
- 1945年（昭和20年）4月1日 - 八ヶ峰分校を設置。
- 1947年（昭和22年）4月1日 - 学制改革が行われる（六・三制の実施）。
  - 国民学校初等科は、新制小学校「上村立上村小学校」に改組・改称。
  - 国民学校高等科は青年学校普通科とともに、新制中学校「上村立上村中学校」に改組・改称。
- 1948年（昭和23年）- 給食を開始。
- 1950年（昭和25年）- 低学年棟（4教室）が完成。旧校舎を解体。
- 1951年（昭和26年）- 図書館を設置。
- 1952年（昭和27年）- 防火用水兼プールが完成。
- 1955年（昭和30年）- 運動場を補修。この年度の在籍児童数が1000名を超える。
- 1961年（昭和36年）- 在籍児童数が1098名で、最多を記録（ピーク）。
- 1966年（昭和41年）- 講堂の補強工事が完了。
- 1967年（昭和42年）- 第2校舎、2階建てを平屋に改築。
- 1968年（昭和43年）4月 - 特殊学級を設置。
- 1969年（昭和44年）3月31日 - 八ヶ峰分校を廃止。
- 1973年（昭和48年）- 新校舎建設のため仮運動場を整地。
- 1974年（昭和49年）- 新校舎が完成。創立100周年記念式典を挙行。
- 1976年（昭和50年）- 新プールが完成。
- 1978年（昭和53年）- 楽焼き窯を設置。
- 1982年（昭和57年）4月1日 - 上村立皆越小学校を統合の上、「皆越分校」とする。
- 1996年（平成8年）- 校舎の大規模改修工事が完了。
- 2000年（平成12年）- 運動場の大規模整備を実施。
- 2003年（平成15年）4月 - 5町村合併によりあさぎり町が発足。それに伴い「あさぎり町立上小学校」（現校名）と改称。特殊学級を開設。
- 2010年（平成22年）- 校舎耐震工事が完了。
- 2011年（平成23年）3月31日 - 皆越分校を廃止。
- 2012年（平成24年）4月1日 - あさぎり町立上中学校の閉校により、中学校区があさぎり町立あさぎり中学校に変更となる。
  - 上中学校の校地・校舎が、新設のあさぎり中学校に継承された。
- 2020年（令和2年）- 運動場を改修。

## 交通アクセス
最寄りの幹線道路
- 熊本県道43号錦湯前線
- 熊本県道260号皆越免田線

## 周辺
- 上村郵便局
- 大王神社
- 宮川内川
- 免田川